# Urnesi dongatemplom
Az urnesi dongatemplom Norvégia legrégebbi fatemploma. Eredete a 11. század közepéig nyúlik vissza, a mai épület az 1130-as évek körül épült. A tradicionális skandináv faépítészet kiemelkedő példája. Egyesíti a kelta vonásokat, a viking építészet hagyományait és a román térelrendezést. 1979 óta a világörökség része.

## Története

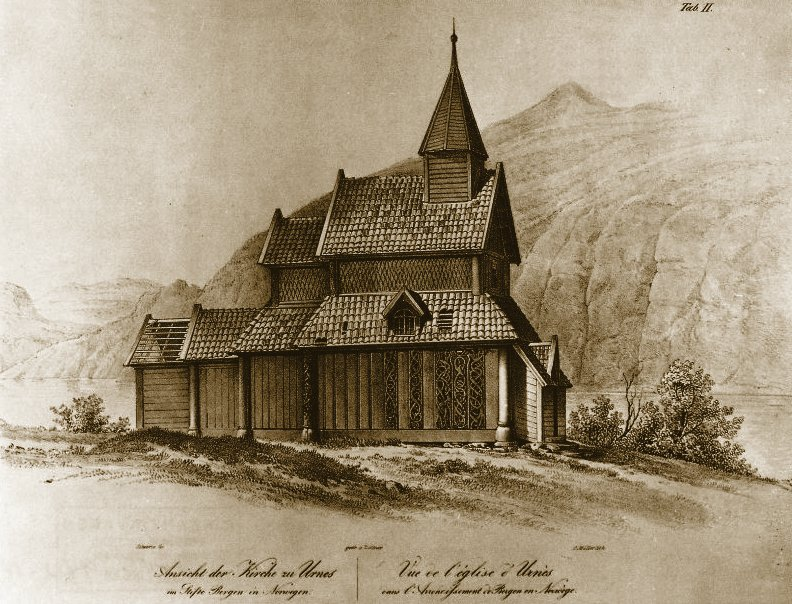
Johan Christian Dahl rajza a 19. század első feléből

A templom minden valószínűség szerint magánkápolnának épült a gazdag és hatalmas Ornes család számára, akik vezető szerepet játszottak baglerek mellett a polgárháborúkban. A IV. Haakonnal 1217-ben megkötött béke után a király bizalmi emberei voltak.
A templom építői jól ismerték a nemzetközi építészeti trendeket, és ezeket alkalmazták kő helyett fa alapanyagra. Az urnesi templom díszítésének kivételes minősége és gazdagsága az építtetők hatalmát és gazdagságát tanúsítja.
A templom díszítésének stílusa érdekes, és az 1050–1100 közötti időszakra jellemző. Ez arra utal, hogy a díszítőelemek nagy része egy korábbi templomból származik. A feltételezések szerint a korábbi templomot a 12. század közepe felé lebontották, és az anyagát felhasználták a ma is álló templom építéséhez.

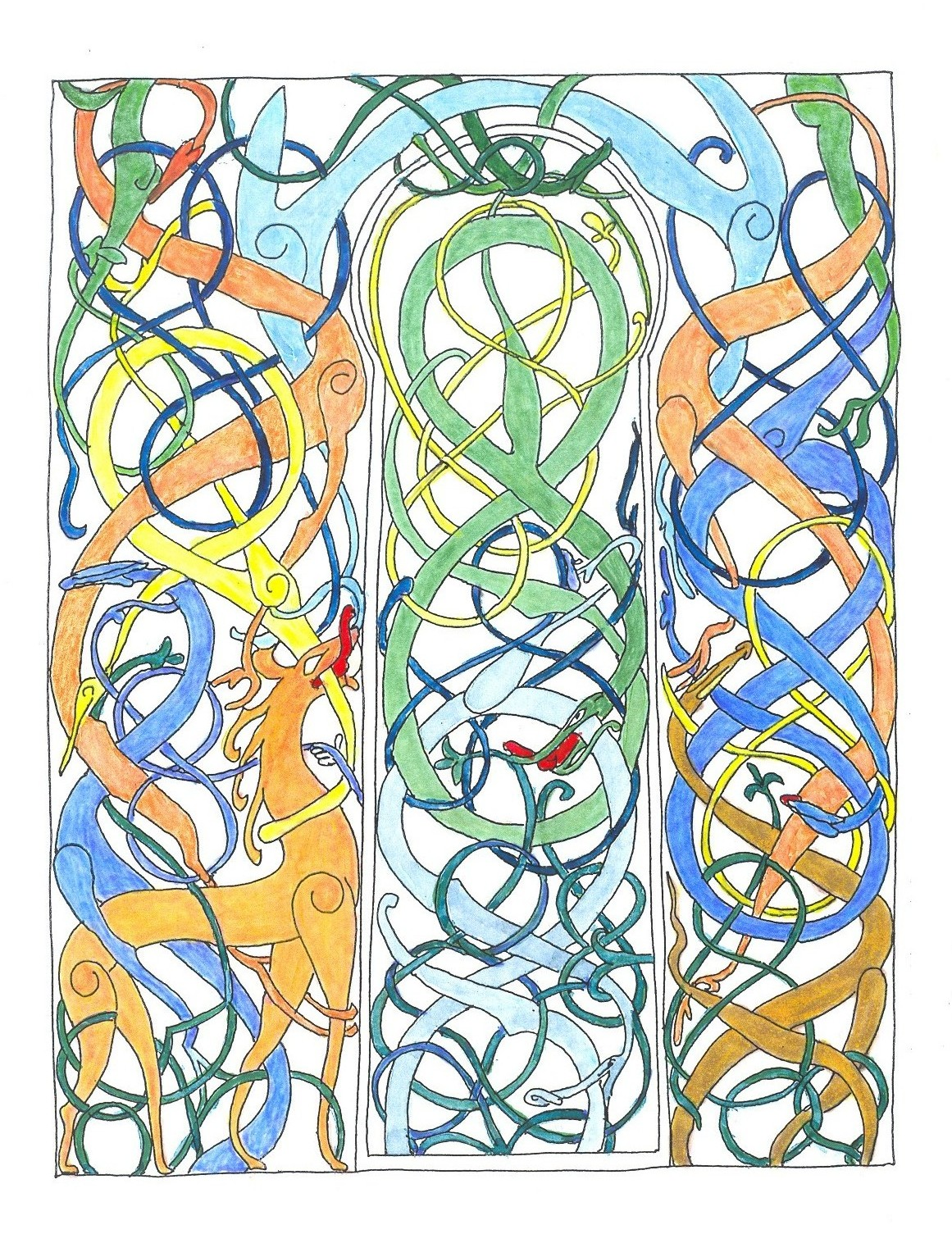
Bérczi Szaniszló rajza az urnesi templom faragott kapujáról. A sárkányok alakját a festés jól kiemeli.

A templom alatti talaj vizsgálata azt mutatja, hogy biztosan állt ott korábban is épület, amelyet minden valószínűség szerint abban az időben építettek, amikor Norvégiába megérkezett a kereszténység.

## Külső hivatkozások
- Urnes Stave Church – UNESCO Világörökség Központ (angol, francia)
- A tanácsadó testület értékelése – UNESCO Világörökség Központ (angol, francia)
- Urnes Stave Church (1979) – Nordic World Heritage Foundation (angol)
- Urnes Stave Church, Riksantikvaren (angol)
- Die Stabkirche von Urnes Archiválva 2008. május 3-i dátummal a Wayback Machine-ben, Schätze der Welt (német)